# Edward Ives
Edward Ashley Ives (født 3. januar 1961 i Mount Kisco, New York, USA) er en amerikansk tidligere roer.
Ives vandt en sølvmedalje i firer med styrmand ved OL 1984 i Los Angeles. Thomas Kiefer, Gregory Springer, Michael Bach og styrmand John Stillings udgjorde bådens øvrige besætning. I finalen blev den amerikanske båd besejret af Storbritannien, der vandt guld, mens New Zealand fik bronze. Han deltog også ved OL 1988 i Seoul, som del af den amerikanske toer uden styrmand, der sluttede på 9. pladsen.
Ives vandt desuden en VM-bronzemedalje i otter i 1986.

## OL-medaljer
- 1984:  Sølv i firer med styrmand